# Цянь (триграмма)
Цянь (кит. трад. 乾, пиньинь qián; кор. 건, кон; яп. けん, кен) — триграмма, один из восьми знаков, которые используются в традиционном китайском гадании. На письме передается как .
Образована тремя сплошными черточками яо, символизирующих светлую энергию ян.
Используется как составляющая гексаграмм цянь в шестидесяти четырёх знаках.
Символизирует Небо, энергичность, лошадь, голову, отца, монарха. Ассоциируется с северным западом.
В сочетании с китайским календарем выступает соответствует 甲. В системе пяти первоэлементов олицетворяет дерево, а в системе пяти сторон света — север.